# Anadia blakei
Anadia blakei — вид ящірок родини гімнофтальмових (Gymnophthalmidae). Ендемік Венесуели. Вид названий на честь американського орнітолога Еммета Рейда Блейка.

## Поширення і екологія
Anadia blakei мешкають в горах Прибережного хребта на північному сході Венесуели, в штатах Монагас і Сукре, зокрема в гірському масиві Серранія-де-Турімікуїре та в горах на півострові Парія. Вони живуть у вологих гірських і хмарних тропічних лісах. Спостерігалися на висоті 900 та 1830 м над рівнем моря. Живляться комахами, личинками і слимаками.

## Збереження
МСОП класифікує цей вид як такий, що перебуває під загрозою зникнення. Anadia blakei загрожує знищення природного середовища.